# 習宏
習宏（？—？），荊州襄陽（今湖北省襄陽市）人，三國時蜀漢官員。為零陵北部都尉習珍之弟，習珍自盡後習宏向孫權投降，但之後習宏並不願為孫權獻一策。

## 生平
習宏本為劉備陣營將領，與其兄習珍同守荊州零陵郡。建安二十四年(西元219年)孫權遣呂蒙襲取荊州並誅殺關羽，荊州各郡陸續降於孫權陣營，南郡、零陵、武陵郡亦落入孫權控制之下。唯其欲保城不降，在零陵孤軍抗擊。原本習珍欲死守不降，習宏於是向習珍獻策建議習珍詐降孫權，習珍從之。
後習珍趁機聯絡武陵從事樊胄，圖謀再起，事泄。孫權派降將潘濬率軍攻打，習珍打死不降城破自盡身亡，習宏投降孫權。習宏雖然投降孫權但孫權每次問他他都不回答，同僚張邵伯看到後對他頗有微詞。

## 家庭

### 兄
- 習珍，為劉備屬下零陵北部都尉、裨將軍。後為劉備、關羽死節，劉備得知習珍戰死後下令追贈他為邵陵太守。

## 評價
張邵伯：「若亡國之大夫不可以訪事，敗軍之將不足以言勇，則商之箕子當見捐於昔日，趙之廣武君無能振策於一世也。」